# Hongarije op de Olympische Zomerspelen 2016
Hongarije nam deel aan de Olympische Zomerspelen 2016 in Rio de Janeiro, Brazilië. De selectie bestond uit 160 atleten, actief in 21 olympische sportdisciplines. Schermer en regerend olympisch kampioen Áron Szilágyi droeg de Hongaarse vlag tijdens de openingsceremonie; de drievoudig gouden medaillewinnares in het zwemmen, Katinka Hosszú, deed dit bij de sluitingsceremonie.
De selectie was na de ploeg van 2012 de kleinste olympische ploeg van Hongarije sinds de Spelen van 1956. Hongarije evenaarde haar aantal gouden medailles van 2012 (acht), al won het drie medailles minder in totaal. Zeven van de acht medailles werden gewonnen door vrouwen, hoewel twee derde van de olympische ploeg bestond uit mannelijke atleten. De helft van alle medailles wonnen de Hongaren bij het zwemmen.

## Medailleoverzicht
| Sport     | Olympiër                                                         | Onderdeel         | Medaille |
| --------- | ---------------------------------------------------------------- | ----------------- | -------- |
| Kanovaren | Danuta Kozák                                                     | K-1 0500 m (v)    | Goud     |
| Kanovaren | Danuta Kozák Gabriella Szabó                                     | K-2 0500 m (v)    | Goud     |
| Kanovaren | Tamara Csipes Krisztina Fazekas-Zur Danuta Kozák Gabriella Szabó | K-4 0500 m (v)    | Goud     |
| Schermen  | Áron Szilágyi                                                    | sabel (m)         | Goud     |
| Schermen  | Emese Szász                                                      | degen (v)         | Goud     |
| Zwemmen   | Katinka Hosszú                                                   | 100 m rug (v)     | Goud     |
| Zwemmen   | Katinka Hosszú                                                   | 200 m wissel (v)  | Goud     |
| Zwemmen   | Katinka Hosszú                                                   | 400 m wissel (v)  | Goud     |
| Schermen  | Géza Imre                                                        | degen (m)         | Zilver   |
| Zwemmen   | László Cseh                                                      | 100 m vlinder (m) | Zilver   |
| Zwemmen   | Katinka Hosszú                                                   | 200 m rug (v      | Zilver   |
| Atletiek  | Anita Márton                                                     | kogelstoten (v)   | Brons    |
| Schermen  | Gábor Boczkó Géza Imre András Rédli Péter Somfai                 | degen team (m)    | Brons    |
| Zwemmen   | Tamás Kenderesi                                                  | 200 m vlinder m)  | Brons    |
| Zwemmen   | Boglárka Kapás                                                   | 800 m vrij (v)    | Brons    |

## Deelnemers
(m) = mannen, (v) = vrouwen, (g) = gemengd

### Atletiek
| Olympiër          | Discipline            | Resultaat | Prestatie                                                   |
| ----------------- | --------------------- | --------- | ----------------------------------------------------------- |
| Balázs Baji       | 110m horden (m)       | 15e       | serie 2: 2de in 13,52 halve finale 1: 4de in 13,52          |
| Gáspár Csere      | marathon (m)          | 109e      | 2:28.03                                                     |
| Gábor Józsa       | marathon (m)          | 87e       | 2:23.22                                                     |
| Máté Helebrandt   | 20km snelwandelen (m) | 28e       | 1:22.31 (28e, PR)                                           |
| Sándor Rácz       | 50km snelwandelen (m) | DNF       | DNF                                                         |
| Miklós Srp        | 50km snelwandelen (m) | DSQ       | DSQ                                                         |
| Bence Venyercsán  | 50km snelwandelen (m) | 44e       | 4:19.15                                                     |
| Zoltán Kővágó     | discuswerpen (m)      | 7e        | kwalificatie groep B: 5de met 63,34m finale: 7de met 64,50m |
| Krisztián Pars    | kogelslingeren (m)    | 7e        | kwalificatie groep B: 4de met 75,49m finale: 7de met 75,28m |
|                   |                       |           |                                                             |
| Zsófia Erdélyi    | marathon (v)          | 52e       | 2:39.04                                                     |
| Krisztina Papp    | marathon (v)          | 65e       | 2:42.03                                                     |
| Tünde Szabó       | marathon (v)          | 83e       | 2:45.37                                                     |
| Barbara Kovács    | 20km snelwandelen (v) | 58e       | 1:42.11                                                     |
| Viktória Madarász | 20km snelwandelen (v) | 25e       | 1:33.59                                                     |
| Rita Récsei       | 20km snelwandelen (v) | 59e       | 1:42.41                                                     |
| Barbara Szabó     | hoogspringen (v)      | 32e       | 'kwalificatie groep B: 15de met 1,80m                       |
| Anita Márton      | kogelstoten (v)       | Brons     | kwalificatie groep B: 3de met 18,51m finale: 3de met 19,87m |
| Györgyi Farkas    | zevenkamp (v)         | 8e        | 6642 punten (PR)                                            |
| Xénia Krizsán     | zevenkamp (v)         | 16e       | 6257 punten                                                 |

### Badminton
| Olympiër     | Discipline    | Resultaat | Prestatie                                                           |
| ------------ | ------------- | --------- | ------------------------------------------------------------------- |
| Laura Sárosi | enkelspel (v) | 14e       | groep M: 3de V van IND Sindhu: 8–21, 9–21 V van CAN Li: 11–21, 8–21 |

### Boksen
| Olympiër      | Discipline | Resultaat | Prestatie                                                                |
| ------------- | ---------- | --------- | ------------------------------------------------------------------------ |
| Imre Bacskai  | –69kg (m)  | 17e       | 1ste ronde V van FRA Cissokho: 0–3                                       |
| Zoltán Harcsa | –75kg (m)  | 9e        | 1ste ronde: W van TKM Achilov: 2–1 2de ronde: V van CUB Lopez: knock-out |

### Gewichtheffen
| Olympiër   | Discipline | Resultaat | Prestatie                                                   |
| ---------- | ---------- | --------- | ----------------------------------------------------------- |
| Péter Nagy | +105kg (m) | 10e       | trekken: 7de met 193kg stoten: 10de met 227kg totaal: 420kg |

### Gymnastiek
| Olympiër      | Discipline               | Resultaat | Prestatie                                                                                    |
| ------------- | ------------------------ | --------- | -------------------------------------------------------------------------------------------- |
| Vid Hidvégi   | paard voltige (m)        | 9e        | kwalificatie: 9de met 15,233 punten (6,400 (D), 8,833 (E)                                    |
|               |                          |           |                                                                                              |
| Zsófia Kovács | meerkamp individueel (v) | 33e       | kwalificatie: 33ste met 54,598 punten sprong: 14,866 brug: 14,733 balk: 12,233 vloer: 12,766 |

### Judo
| Olympiër         | Discipline | Resultaat | Prestatie |
| ---------------- | ---------- | --------- | --- |
| Miklós Ungvári   | –73kg (m)  | 5e        | 1ste ronde: vrij 2de ronde: W van POR Saraiva: waza-ari 3de ronde: W van NED Elmont: ippon kwartfinale: V van AZE Orujov: waza-ari herkansingen W van USA Delpopolo: shido bronzen finale: V van BEL van Tichelt: ippon |
| László Csoknyai  | –81kg (m)  | 17e       | 1ste ronde: vrij 2de ronde: V van JPN Nagase: yuko |
| Krisztián Tóth   | –90kg (m)  | 9e        | 1ste ronde: vrij 2de ronde: W van KEN Sang: ippon 3de ronde: V van CHN Cheng: ippon |
| Miklós Cirjenics | –100kg (m) | 17e       | 1ste ronde: vrij 2de ronde: V van GER Frey: ippon |
| Barna Bor        | +100kg (m) | 9e        | 1ste ronde: vrij 2de ronde: W van TUN Jaballah: ippon 3de ronde: V van CUB Mendoza: shido |
|                  |            |           | |
| Éva Csernoviczki | –48kg (v)  | 7e        | 1ste ronde: vrij 2de ronde: W van UKR Tsjerniak: yuko kwartfinale: V van ARG Pareto: waza-ari herkansingen: V van KAZ Galbadrach: ippon                                                                                 |
| Hedvig Karakas   | –57 kg (v) | 7e        | 1ste ronde: W van TKM Nurjavova: ippon 2de ronde: W van CAN Beauchemin-Pinard: shido kwartfinale: V van BRA Silva: waza-ari herkansingen: V van TPE Lien: yuko                                                          |
| Abigél Joó       | –78kg (v)  | 7e        | 1ste ronde: W van MGL Lkhamdegd: ippon 2de ronde: W van JPN Umeki: yuko kwartfinale: V van USA Harrison: ippon herkansingen: V van CUB Castillo: yuko                                                                   |

### Kanovaren
| Olympiër                                                     | Discipline     | Resultaat | Prestatie                                                                            |
| ------------------------------------------------------------ | -------------- | --------- | ------------------------------------------------------------------------------------ |
| Jonatán Hajdu                                                | C-1 200m (m)   | 10e       | serie 3: 2de in 40,147 halve finale 3: 4de in 40,718 finale B: 2de in 39,811         |
| Henrik Vasbányai                                             | C-1 1000m (m)  | 16e       | serie 1: 3de in 4.01,953 halve finale 2: 3de in 4.03,113 finale B: gediskwalificeerd |
| Róbert Mike Henrik Vasbányai                                 | C-2 1000 m (m) | 4e        | serie 2: 3de in 3.35,501 halve finale 1: 3de in 3.56,126 finale: 4de in 3.46,198     |
| Péter Molnár                                                 | K-1 200m (m)   | 15e       | serie 2: 3de in 35,102 halve finale 2: 6de in 35,207 finale B: 7de in 37,896         |
| Bálint Kopasz                                                | K-1 1000m (m)  | 10e       | serie 1: 5de in 3.38,011 halve finale 1: 5de in 3.34,772 finale B: 2de in 3.32,392   |
| Péter Molnár Sándor Tótka                                    | K-2 200m (m)   | 4e        | serie 2: 2de in 31,438 halve finale 1: 1ste in 32,138 finale: 4de in 32,412          |
| Benjámin Ceiner Tibor Hufnágel                               | K-2 1000m (m)  | 7e        | serie 1: 3de in 3.23,580 halve finale 1: 3de in 3.18,474 finale: 7de in 3.15,387     |
| Benjámin Ceiner Tibor Hufnágel Attila Kugler Tamás Somorácz  | K-4 1000m (m)  | 11e       | serie 2: 5de in 3.00,369 halve finale 1: 5de in 3.00,645 finale B: 3de in 3.10,388   |
|                                                              |                |           |                                                                                      |
| Natasa Dusev-Janics                                          | K-1 200 m (v)  | 9e        | serie 1: 3de in 41,403 halve finale 2: 4de in 40,962 finale: 9de in 41,673           |
| Danuta Kozák                                                 | K-1 500 m (v)  | Goud      | serie 2: 1ste in 1.53,427 halve finale 2: 1ste in 1.54,241 finale: 1ste in 1.52,494  |
| Danuta Kozák Gabriella Szabó                                 | K-2 500 m (v)  | Goud      | serie 1: 1ste in 1.41,092 finale: 1ste in 1.43,687                                   |
| Tamara Csipes Krisztina Fazekas Danuta Kozák Gabriella Szabó | K-4 500 m (v)  | Goud      | serie 2: 1ste in 1.29,497 finale: 1ste in 1.31,48                                    |

### Moderne vijfkamp
| Olympiër        | Discipline | Resultaat | Prestatie |
| --------------- | ---------- | --------- | --- |
| Bence Demeter   | mannen     | 17e       | zwemmen: 2:03.89 (17e, 329 punten) schermen: 19 W, 16 V (12e, 214 punten) paardrijden: 35 strafpunten (29e, 265 punten) gecombineerd: 11:21.98 (13e, 619 punten) totaal: 1430 punten |
| Ádám Marosi     | mannen     | 12e       | zwemmen: 2:01.66 (9e, 335 punten) schermen: 16 W, 19 V (26e, 196 punten) paardrijden: 7 strafpunten (9e, 293 punten) gecombineerd: 11:19.84 (9e, 621 punten) totaal: 1445 punte      |
|                 |            |           | |
| Zsófia Földházi | vrouwen    | 27e       | zwemmen: 2:12.05 (7e, 304 punten) schermen: 11 W, 24 V (33e, 168 punten) paardrijden: 78 strafpunten (29e, 222 punten) gecombineerd: 12:46.02 (10e, 534 punten) totaal: 1228 punten  |
| Sarolta Kovács  | vrouwen    | 17e       | zwemmen: 2:09.02 (3e, 313 punten) schermen: 17 W, 18 V (16e, 203 punten) paardrijden: 32 strafpunten (24e, 268 punten) gecombineerd: 13:17.09 (24e, 503 punten) totaal: 1287 punten  |

### Roeien
| Olympiër                  | Discipline      | Resultaat | Prestatie |
| ------------------------- | --------------- | --------- | --- |
| Bendegúz Pétervári-Molnár | skiff (m)       | 14e       | serie 2: 2de in 7.12,86 kwartfinale 3: 4de in 6.52,80 halve finale C/D: 1ste in 7.18,88 (1e) finale C: 2de in 6.57,75 |
| Adrián Juhász Béla Simon  | twee-zonder (m) | 9e        | serie 3: 3de in 6.59,28 halve finale 2: 4de in 6.29,12 finale B 3de in 7.03,34                                        |

### Schermen
| Olympiër                            | Discipline     | Resultaat | Prestatie |
| ----------------------------------- | -------------- | --------- | --- |
| Gábor Boczkó                        | degen (m)      | 9e        | 1ste ronde: vrij 2de ronde: W van SEN Bouzaid: 15–9 3de ronde: V van HUN Imre: 8–15 |
| Géza Imre                           | degen (m)      | Zilver    | 1ste ronde: vrij 2de ronde: W van COL Rodriguez: 15–8 3de ronde: W van HUN Boczkó: 15–8 kwartfinale: W van EST Novosjolov: 15–9 halve finale: W van FRA Grumoer: 15–13 finale: V van KOR Park: 14–15 |
| András Rédli                        | degen (m)      | 17e       | 1ste ronde: W van Al-Shatti: 14–13 2de ronde: V van FRA Borel: 9-15 |
| Gábor Boczkó Géza Imre András Rédli | degen team (m) | Brons     | 1ste ronde: vrij kwartfinale: W van Zuid-Korea: 45–42 halve finale: V van Frankrijk: 40–45 bronzen finale: W van Oekraïne: 39–37                                                                     |
| Tamás Decsi                         | sabel (m)      | 33e       | 1ste ronde: V van RUS Kovaljov: 10-15 |
| Áron Szilágyi VO                    | sabel (m)      | Goud      | 1ste ronde: W van MEX Ayala: 15–9 2de ronde: W van BLR Boejekvitsj: 15–12 kwartfinale: W van ROU Dolniceanu: 15–10 halve finale: W van KOR Kim: 15–12 finale: W van USA Homer: 15–8                  |
|                                     |                |           | |
| Emese Szász                         | degen (v)      | Goud      | 1ste ronde: vrij 2de ronde: W van EST Beljajeva: 15–11 3de ronde: W van KOR Kang: 15–11 kwartfinale: W van JPN Nakano: 15–4 halve finale: W van FRA Rembi: 10–6 finale: W van ITA Fiamingo: 15–13    |
| Edina Knapek                        | floret (v)     | 17e       | 1ste ronde: vrij 2de ronde: V van CHN Liu: 9–15 |
| Aida Mohamed                        | floret (v)     | 9e        | 1ste ronde: vrij 2de ronde: W van COL van Erven: 15–12 3de ronde: V van RUS Deriglazova: 6–1 |
| Anna Márton                         | sabel (v)      | 9e        | 1ste ronde: vrij 2de ronde: W van VEN Benitez: 15–14 3de ronde: V van FRA Brunet: 12–15 |

### Schietsport
| Olympiër           | Discipline             | Resultaat | Prestatie                                                                                             |
| ------------------ | ---------------------- | --------- | --- |
| István Péni        | 10m luchtgeweer (m)    | 13e       | kwalificatie: 13de met 624,0 punten (104,5-104,5-103,1-106-102-103,9)                                 |
| Péter Sidi         | 10m luchtgeweer (m)    | 5e        | kwalificatie: 6de met 625,9 punten (103,8-104,5-104,5-105,4-102,1-105,6) finale: 5de met 142,7 punten |
| István Péni        | 50m drie houdingen (m) | 12e       | kwalificatie: 12de met 1172,0 punten (388-396-388)                                                    |
| Péter Sidi         | 50m drie houdingen (m) | 34e       | kwalificatie: 34ste met 1162,0 punten (386-390-386)                                                   |
| Norbert Szabián    | 50m liggend (m)        | 42e       | kwalificatie: 42ste met 617,3 punten (103,5-103,9-102,7-101,7-103,5-102)                              |
| Péter Sidi         | 50m liggend (m)        | 10e       | kwalificatie: 10de met 623,3 punten (102,8-104,7-103-103,8-104,1-104,9)                               |
| Miklós Tátrai      | 10m luchtpistool (m)   | 42e       | kwalificatie: 42ste met 567,0 punten (94-95-95-93-94-96)                                              |
| Miklós Tátrai      | 50m pistool (m)        | 34e       | kwalificatie: 34ste met 539,0 punten (89-92-92-91-90-85)                                              |
|                    |                        |           | |
| Julianna Miskolczi | 10m luchtgeweer (v)    | 22e       | kwalificatie: 22ste met 414,0 punten (102,9-104,6-103,7-102,8)                                        |
| Julianna Miskolczi | 50m drie houdingen (v) | 22e       | kwalificatie: 22ste met 577,0 punten (388-396-388)                                                    |
| Zsófia Csonka      | 25 m pistool           | 10e       | kwalificatie: 10de met 581,0 punten (288-293)                                                         |
| Renáta Tobai-Sike  | 25 m pistool           | 16e       | kwalificatie: 16de met 577,0 punten (288-28)                                                          |
| Viktória Egri      | 10m luchtpistool (v)   | 36e       | kwalificatie: 36ste met 376,0 punten (93-93-99-91)                                                    |
| Renáta Tobai-Sike  | 10m luchtpistool (v)   | 17e       | kwalificatie: 17de met 380,0 punten (92-97-97-94)                                                     |

### Schoonspringen
| Olympiër     | Discipline    | Resultaat | Prestatie                          |
| ------------ | ------------- | --------- | ---------------------------------- |
| Villő Kormos | 10m toren (v) | 27e       | voorronde: 27ste met 227,70 punten |

### Tafeltennis
| Olympiër        | Discipline    | Resultaat | Prestatie |
| --------------- | ------------- | --------- | --- |
| Ádám Pattantyús | enkelspel (m) | 33e       | voorronde: vrij 1ste ronde: W van KAZ Gerassimenko: 4–1 (11-9, 11-9, 7-11, 11-7, 11-9) 2de ronde: V van QAT Ping: 0–4 (11-13, 3-11, 11-13, 3-11)                  |
|                 |               |           | |
| Petra Lovas     | enkelspel (v) | 33e       | voorronde: vrij 1ste ronde: W van EGY El-Dawlatly: 4–0 (11-6, 11-9, 11-7, 11-7) 2de ronde: V van PRK Ri: 1–4 (9-11, 2-11, 11-7, 4-11, 10-12)                      |
| Georgina Póta   | enkelspel (v) | 17e       | voorronde: vrij 1ste ronde: vrij 2de ronde: W van CAN Mo: 4–1 (11-7, 10-12, 11-5, 11-8, 11-5) 3de ronde: V van HKG Kem: 2–4 (11-8, 11-9, 12-14, 8-11, 9-11, 8-11) |

### Tennis
| Olympiër                   | Discipline     | Resultaat | Prestatie                                  |
| -------------------------- | -------------- | --------- | ------------------------------------------ |
| Tímea Babos                | enkelspel (m)  | 33e       | 1ste ronde: V van CZE Kvitová: 1–6, 2–6    |
| Tímea Babos Réka Luca Jani | dubbelspel (m) | 17e       | 1ste ronde: V van ROU Mitu/Olaru: 3–6, 4–6 |

### Triatlon
| Olympiër      | Discipline | Resultaat | Prestatie                                                                 |
| ------------- | ---------- | --------- | ------------------------------------------------------------------------- |
| Gäbor Faldum  | mannen     | 20e       | zwemmen: 18:00 wielrennen: 55:56 hardlopen: 33:06 totaal: 1:48:20 (20e)   |
| Tamás Tóth    | mannen     | 33e       | zwemmen: 17:30 wielrennen: 57:02 hardlopen: 34:05 totaal: 1:50:02 (33e)   |
|               |            |           |                                                                           |
| Zsófia Kovács | vrouwen    | 24e       | zwemmen: 19:20 wielrennen: 1:04:29 hardlopen: 36:11 totaal: 2:01:29 (24e) |
| Margit Vanek  | vrouwen    | 45e       | zwemmen: 19:10 wielrennen: 1:04:29 hardlopen: 41:29 totaal: 2:06:54 (45e) |

### Waterpolo

#### Mannen
| Olympiër | Onderdeel | Resultaat | Prestatie |
| --- | --------- | --------- | --- |
| Attila Decker Ádám Decker Balázs Erdélyi Balázs Hárai Norbert Hosnyánszky Gábor Kis Krisztián Manhercz Viktor Nagy Márton Szivós Dániel Varga Dénes Varga A Márton Vámos Gergő Zalánki | mannen    | 5e        | groep A: 1ste G van Servië: 13-13 G van Australië: 9-9 G van Griekenland: 8-8 W van Japan: 17-7 W van Brazilië: 10-7 kwartfinale: V van Montenegro: 9-9 (2-4) 5-8ste plek: W van Brazilië: 13-4 5-6de plek: W van Griekenland: 12-10 |

| Groep A |             |             |             |             |            |            |            |        |
| #       | Land        | Wedstrijden | Wedstrijden | Wedstrijden | Doelpunten | Doelpunten | Doelpunten | Punten |
| #       | Land        | W           | G           | V           | V          | T          | Saldo      | Punten |
| 1       | Hongarije   | 2           | 3           | 0           | 57         | 43         | +14        | 7      |
| 2       | Griekenland | 2           | 2           | 1           | 41         | 40         | +1         | 6      |
| 3       | Brazilië    | 3           | 0           | 2           | 40         | 39         | +1         | 6      |
| 4       | Servië      | 2           | 2           | 1           | 49         | 44         | +5         | 6      |
| 5       | Australië   | 2           | 1           | 2           | 44         | 40         | +4         | 5      |
| 6       | Japan       | 0           | 0           | 5           | 36         | 61         | –25        | 0      |

| Ronde        | Datum | Lokale tijd | MEZT           | Plaats      | Land           | Score       | Land |
| ------------ | ----- | ----------- | -------------- | ----------- | -------------- | ----------- | ---- |
| groepsfase   |       |             |                |             |                |             |      |
| 6 augustus   | 09:00 | 14:00       | Rio de Janeiro | Servië      | 13–13          | Hongarije   |      |
| 8 augustus   | 13:00 | 18:00       | Rio de Janeiro | Hongarije   | 9–9            | Australië   |      |
| 10 augustus  | 10:20 | 15:20       | Rio de Janeiro | Griekenland | 8–8            | Hongarije   |      |
| 12 augustus  | 09:00 | 15:00       | Rio de Janeiro | Hongarije   | 17–7           | Japan       |      |
| 14 augustus  | 20:50 | 01:50       | Rio de Janeiro | Brazilië    | 6–10           | Hongarije   |      |
| kwartfinale  |       |             | Rio de Janeiro |             |                |             |      |
| 16 augustus  | 11:00 | 16:00       | Rio de Janeiro | Hongarije   | 9–9 (2–4 n.s.) | Montenegro  |      |
| plaatsen 5–8 |       |             | Rio de Janeiro |             |                |             |      |
| 18 augustus  | 11:00 | 16:00       | Rio de Janeiro | Hongarije   | 13–4           | Brazilië    |      |
| plaatsen 5–6 |       |             | Rio de Janeiro |             |                |             |      |
| 20 augustus  | 16:30 | 21:30       | Rio de Janeiro | Hongarije   | 12–10          | Griekenland |      |

#### Vrouwen
| Olympiër | Onderdeel | Resultaat | Prestatie |
| --- | --------- | --------- | --- |
| Edina Gangl Orsolya Kasó Dóra Antal Barbara Bujka Dóra Czigány Dóra Csabai Krisztina Garda Anna Illés Rita Keszthelyi A Hanna Kisteleki Gabriella Szűcs Orsolya Takács Ildikó Tóth | vrouwen   | 4e        | groep B: 3de W van China: 13-11 V van Spanje: 10-11 V van Verenigde Staten: 6-11 kwartfinale: W van Australië: 13-11 halve finale: V van Verenigde Staten: 10-14 bronzen finale: V van Rusland: 18-19 |

| Groep B |                  |             |             |             |             |            |            |            |        |
| #       | Land             | Wedstrijden | Wedstrijden | Wedstrijden | Wedstrijden | Doelpunten | Doelpunten | Doelpunten | Punten |
| #       | Land             | GW          | G           | W           | V           | V          | T          | Saldo      | Punten |
| 1       | Verenigde Staten | 3           | 3           | 0           | 0           | 34         | 14         | +20        | 6      |
| 2       | Spanje           | 3           | 2           | 0           | 1           | 27         | 29         | –2         | 4      |
| 3       | Hongarije        | 3           | 1           | 0           | 2           | 29         | 33         | –4         | 2      |
| 4       | China            | 3           | 0           | 0           | 3           | 23         | 37         | –14        | 0      |

| Datum       | Lokale tijd | MEZT  | Plaats         | Ronde          | Land      | Score            | Land             |
| ----------- | ----------- | ----- | -------------- | -------------- | --------- | ---------------- | ---------------- |
| 9 augustus  | 09:00       | 14:00 | Rio de Janeiro | groepsfase     | China     | 11–13            | Hongarije        |
| 11 augustus | 13:00       | 18:00 | Rio de Janeiro | groepsfase     | Spanje    | 11–10            | Hongarije        |
| 13 augustus | 13:00       | 18:00 | Rio de Janeiro | groepsfase     | Hongarije | 6–11             | Verenigde Staten |
| 15 augustus | 15:30       | 20:30 | Rio de Janeiro | kwartfinale    | Australië | 8–8 (3–5 n.s.)   | Hongarije        |
| 17 augustus | 16:30       | 21:30 | Rio de Janeiro | halve finale   | Hongarije | 10–14            | Verenigde Staten |
| 19 augustus | 11:20       | 16:20 | Rio de Janeiro | bronzen finale | Hongarije | 12–12 (6–7 n.s.) | Rusland          |

### Wielersport
| Olympiër     | Discipline       | Resultaat | Prestatie |
| ------------ | ---------------- | --------- | --------- |
| András Parti | mountainbike (m) | 24e       | 1:41.20   |

### Worstelen
| Olympiër        | Discipline  | Resultaat   | Prestatie |
| Vrije stijl     | Vrije stijl | Vrije stijl | Vrije stijl |
| --------------- | ----------- | ----------- | --- |
| István Veréb    | –86kg (m)   | 13e         | kwalificatie: vrij 1ste ronde: V van RUS Sadoelajev: 0–4 herkansingen: V van VEN Ceballos: 1–3                                                                                               |
| Dániel Ligeti   | –125kg (m)  | 7e          | kwalificatie: vrij 1ste ronde: W van PLW Temengil: 4–0 kwartfinale: V van ARM Berianidze: 1–3                                                                                                |
|                 |             |             | |
| Marianna Sastin | –63kg (v)   | 17e         | kwalificatie: V van RUS Trazjoekova: 0–3 |
| Zsanett Németh  | –75kg (v)   | 10e         | kwalificatie: vrij 1ste ronde: W van KAZ Manyurova: 1–4 herkansingen: V van CMR Ali: 1–3 |
| Grieks-Romeins  |             |             | |
| Tamás Lőrincz   | –66kg (m)   | 16e         | kwalificatie: vrij 1ste ronde: V van KOR Ryu: 0–3 |
| Péter Bácsi     | –75kg (m)   | 5e          | kwalificatie: W van COL Muñoz: 4–0 1ste ronde: W van BUL Aleksandrov: 4–0 kwartfinale: W van AZE Mursaliyev: 3–0 halve finale: V van DEN Madsen: 0–3 bronzen finale: V van IRI Abdevali: 1–3 |
| Viktor Lőrincz  | –85kg (m)   | 5e          | kwalificatie: W van ARM Manukyan: 3–0 1ste ronde: W van IND Khatri: 4–0 kwartfinale: W van AZE Assakalov: 3–1 halve finale: V van RUS Chakvetadze: 1–3 bronzen finale: V van GER Kudla: 1–3  |
| Balázs Kiss     | –98kg (m)   | 9e          | kwalificatie: W van UKR Timtsjenko: 3–0 1ste ronde: V van SWE Schön: 1–3 |

### Zeilen
| Olympiër        | Discipline       | Resultaat | Prestatie                                           |
| --------------- | ---------------- | --------- | --------------------------------------------------- |
| Áron Gádorfalvi | RS:X (m)         | 25e       | 277 punten: (30-28-29-25-20-20-25-DNF-26-27-24-23)  |
| Benjámin Vadnai | Laser (m)        | 33e       | 248 punten: (9-44-21-21-DNF-30-30-39-29-25)         |
| Zsombor Berecz  | Finn (m)         | 12e       | 92 punten: (9-UFD-5-12-1-7-12-18-16-12)             |
|                 |                  |           |                                                     |
| Sára Cholnoky   | RS:X (v)         | 23e       | 235 punten: (22-14-21-19-24-24-13-22-25-DNF-25-DNF) |
| Mária Érdi      | Laser Radial (v) | 14e       | 125 punten: (20-22-1-5-26-20-10-18-9-20)            |

### Zwemmen
| Olympiër                                                         | Discipline             | Resultaat | Prestatie                                                                                  |
| ---------------------------------------------------------------- | ---------------------- | --------- | ------------------------------------------------------------------------------------------ |
| Krisztián Takács                                                 | 50m vrije slag (m)     | 17e       | serie 11: 6de in 22,12                                                                     |
| Richárd Bohus                                                    | 100m vrije slag (m)    | 24e       | serie 4: 2de in 48,86                                                                      |
| Dominik Kozma                                                    | 100m vrije slag (m)    | 26e       | serie 4: 3de in 48,92                                                                      |
| Péter Bernek                                                     | 200m vrije slag (m)    | 37e       | serie 3: 8ste in 1.49,73                                                                   |
| Dominik Kozma                                                    | 200m vrije slag (m)    | 15e       | serie 4: 4de in 1.45,68 halve finale 2: 7de in 1.47,53                                     |
| Péter Bernek                                                     | 400 m vrije slag (m)   | 21e       | serie 7: 8ste in 3.48,58                                                                   |
| Gergő Kis                                                        | 400 m vrije slag (m)   | 38e       | serie 3: 4de in 3.54,15                                                                    |
| Kristóf Rasovszky                                                | 1500m vrije slag (m)   | 35e       | serie 2: 6de in 15.29,36                                                                   |
| Gergely Gyurta                                                   | 1500m vrije slag (m)   | 19e       | serie 6: 7de in 15.06,24                                                                   |
| Gábor Balog                                                      | 100m rugslag (m)       | 25e       | serie 3: 6de in 54,48                                                                      |
| Dávid Földházi                                                   | 200m rugslag (m)       | 22e       | serie 3: 6de in 1.59,69                                                                    |
| Ádám Telegdy                                                     | 200m rugslag (m)       | 19e       | serie 2: 6de in 1.59,09                                                                    |
| Dániel Gyurta                                                    | 100m schoolslag (m)    | 17e       | serie 4: 7de in 1.00,26                                                                    |
| Dániel Gyurta                                                    | 200m schoolslag (m)    | 17e       | serie 3: 6de in 2.11,28                                                                    |
| Dávid Horváth                                                    | 200m schoolslag (m)    | 30e       | serie 1: 2de in 2.13,24                                                                    |
| László Cseh                                                      | 100m vlinderslag (m)   | Zilver    | serie 4: 1ste in 51,52 halve finale 1: 1ste in 51,57 finale: 2de in 51,14                  |
| Bence Pulai                                                      | 100m vlinderslag (m)   | 26e       | serie 5: 7de in 52,73                                                                      |
| László Cseh                                                      | 200 m vlinderslag (m)  | 7e        | serie 4: 1ste in 1.55,14 halve finale 1: 1ste in 1.55,18 finale: 7de in 1.56,24            |
| Tamás Kenderesi                                                  | 200 m vlinderslag (m)  | Brons     | serie 3: 1ste in 1.54,73 halve finale 2: 1ste in 1.53,96 finale: 3de in 1.53,62            |
| Dávid Verrasztó                                                  | 200m wisselslag (m)    | DNS       | DNS                                                                                        |
| Gergely Gyurta                                                   | 400m wisselslag (m)    | 11e       | serie 3: 6de in 4.14,81                                                                    |
| Dávid Verrasztó                                                  | 400m wisselslag (m)    | 12e       | serie 3: 7de in 4.15,04                                                                    |
| Richárd Bohus Péter Holoda Dominik Kozma Krisztián Takács        | 4x100m vrije slag (m)  | DSQ       | serie 2: gediskwalificeerd                                                                 |
| Péter Bernek Benjámin Grátz Gergő Kis Dominik Kozma              | 4x200m vrije slag (m)  | DSQ       | serie 2: gediskwalificeerd                                                                 |
| Gábor Balog Richárd Bohus László Cseh Dániel Gyurta              | 4x100m wisselslag (m)  | 9e        | serie 2: 5de in 3.33,89                                                                    |
| Márk Papp                                                        | 10km open water (m)    | 13e       | 1:53.11,7                                                                                  |
|                                                                  |                        |           |                                                                                            |
| Flóra Molnár                                                     | 50m vrije slag (v)     | 25e       | serie 10: 7de in 25,07                                                                     |
| Ajna Késely                                                      | 200m vrije slag (v)    | 25e       | serie 4: 7de in 1.59,20                                                                    |
| Evelyn Verrasztó                                                 | 200m vrije slag (v)    | 28e       | serie 3: 5de in 1.59,44                                                                    |
| Boglárka Kapás                                                   | 400 m vrije slag (v)   | 4e        | serie 4: 3de in 4.04,11 finale: 4de in 4.02,37 (NR)                                        |
| Ajna Késely                                                      | 400 m vrije slag (v)   | 21e       | serie 2: 6de in 4.12,40                                                                    |
| Boglárka Kapás                                                   | 800m vrije slag (v)    | Brons     | serie 4: 2de in 8.19,43 finale: 3de in 8.16,37 (NR)                                        |
| Éva Risztov                                                      | 800m vrije slag (v)    | 14e       | serie 1: 1ste in 8.33,36                                                                   |
| Katinka Hosszú VS                                                | 100m rugslag (v)       | Goud      | serie 5: 3de in 59,13 halve finale 2: 2de in 58,94 finale: 1ste in 58,45 (NR)              |
| Réka György                                                      | 200m rugslag (v)       | 22e       | serie 3: 7de in 2.12,99                                                                    |
| Katinka Hosszú                                                   | 200m rugslag (v)       | Zilver    | serie 3: 1ste in 2.06,09 (NR) halve finale 2: 1ste in 2.06,03 (NR) finale: 2de in 2.06,05  |
| Anna Sztankovics                                                 | 100m schoolslag (v)    | 24e       | serie 3: 3de in 1.08,06                                                                    |
| Dalma Sebestyén                                                  | 200m schoolslag (v)    | 19e       | serie 3: 6de in 2.27,94                                                                    |
| Anna Sztankovics                                                 | 200m schoolslag (v)    | 20e       | serie 2: 7de in 2.27,97                                                                    |
| Liliána Szilágyi                                                 | 100m vlinderslag (v)   | 12e       | serie 4: 3de in 57,70 ( NR) halve finale 1: 6de in 58,31                                   |
| Katinka Hosszú                                                   | 200m vlinderslag (v)   | DNS       | DNS                                                                                        |
| Liliána Szilágyi                                                 | 200m vlinderslag (v)   | 10e       | serie 4: 3de in 2.06,99 halve finale 1: 6de in 2.07,34)                                    |
| Katinka Hosszú                                                   | 200m wisselslag (v)    | Goud      | serie 5: 1ste in 2.07,45 (OR) halve finale 2: 1ste in 2.08,13 finale: 1ste in 2.06,58 (OR) |
| Zsuzsanna Jakabos                                                | 200m wisselslag (v)    | 10e       | serie 5: 3de in 2.11,69 halve finale 2: 5de in 2.12,05                                     |
| Katinka Hosszú                                                   | 400m wisselslag (v)    | Goud      | serie 5: 1ste in 4.28,58 finale: 1ste in 4.26,36 (WR)                                      |
| Zsuzsanna Jakabos                                                | 400m wisselslag (v)    | 13e       | serie 5: 6de in 4.38,52                                                                    |
| Katinka Hosszú Zsuzsanna Jakabos Boglárka Kapás Evelyn Verrasztó | 4x200 m vrije slag (v) | 6e        | serie 2: 3de in 7.51,17 finale: 6de in 7.51,03                                             |
| Anna Olasz                                                       | 10km open water (v)    | 14e       | 1:57.45,5                                                                                  |
| Éva Risztov                                                      | 10km open water (v)    | 13e       | 1:57.42,8                                                                                  |

Afghanistan · Albanië · Algerije · Amerikaanse Maagdeneilanden · Amerikaans-Samoa · Andorra · Angola · Antigua en Barbuda · Argentinië · Armenië · Aruba · Australië · Azerbeidzjan · Bahama's · Bahrein · Bangladesh · Barbados · België · Belize · Benin · Bermuda · Bhutan · Bolivia · Bosnië en Herzegovina · Botswana · Brazilië · Britse Maagdeneilanden · Brunei · Bulgarije · Burkina Faso · Burundi · Cambodja · Canada · Centraal-Afrikaanse Republiek · Chili · China · Chinees Taipei · Colombia · Comoren · Congo-Brazzaville · Congo-Kinshasa · Cookeilanden · Costa Rica · Cuba · Cyprus · Denemarken · Djibouti · Dominica · Dominicaanse Republiek · Duitsland · Ecuador · Egypte · El Salvador · Equatoriaal-Guinea · Eritrea · Estland · Ethiopië · Fiji · Filipijnen · Finland · Frankrijk · Gabon · Gambia · Georgië · Ghana · Grenada · Griekenland · Groot-Brittannië · Guam · Guatemala · Guinee · Guinee‑Bissau · Guyana · Haïti · Honduras · Hongarije · Hongkong · Ierland · IJsland · India · Indonesië · Irak · Iran · Israël · Italië · Ivoorkust · Jamaica · Japan · Jemen · Jordanië · Kaaimaneilanden · Kaapverdië · Kameroen · Kazachstan · Kenia · Kirgizië · Kiribati · Kosovo · Kroatië · Laos · Lesotho · Letland · Libanon · Liberia · Libië · Liechtenstein · Litouwen · Luxemburg · Macedonië · Madagaskar · Malawi · Malediven · Maleisië · Mali · Malta · Marshalleilanden · Marokko · Mauritanië · Mauritius · Mexico · Micronesië · Moldavië · Monaco · Mongolië · Montenegro · Mozambique · Myanmar · Namibië · Nauru · Nederland · Nepal · Nicaragua · Nieuw-Zeeland · Niger · Nigeria · Noord-Korea · Noorwegen · Oeganda · Oekraïne · Oezbekistan · Oman · Oostenrijk · Oost-Timor · Pakistan · Palau · Palestina · Panama · Papoea-Nieuw-Guinea · Paraguay · Peru · Polen · Portugal · Puerto Rico · Qatar · Roemenië · Rusland · Rwanda · Saint Kitts en Nevis · Saint Lucia · Saint Vincent en Grenadines · Salomonseilanden · Samoa · San Marino · Sao Tomé en Principe · Saoedi-Arabië · Senegal · Servië · Seychellen · Sierra Leone · Singapore · Slovenië · Slowakije · Soedan · Somalië · Spanje · Sri Lanka · Suriname · Swaziland · Syrië · Tadzjikistan · Tanzania · Thailand · Togo · Tonga · Trinidad en Tobago · Tsjaad · Tsjechië · Tunesië · Turkije · Turkmenistan · Tuvalu · Uruguay · Vanuatu · Venezuela · Verenigde Arabische Emiraten · Verenigde Staten · Vietnam · Wit-Rusland · Zambia · Zimbabwe · Zuid-Afrika · Zuid-Korea · Zuid-Soedan · Zweden · Zwitserland
Individuele Olympische Atleten · Olympisch vluchtelingenteam